# Arturo Armando Molina
Arturo Armando Molina Barrazo (San Salvador, 6 agosto 1927 – 19 luglio 2021) è stato un politico e militare salvadoregno, Presidente di El Salvador dal 1972 al 1977.